# Emil Racoviță Főgimnázium

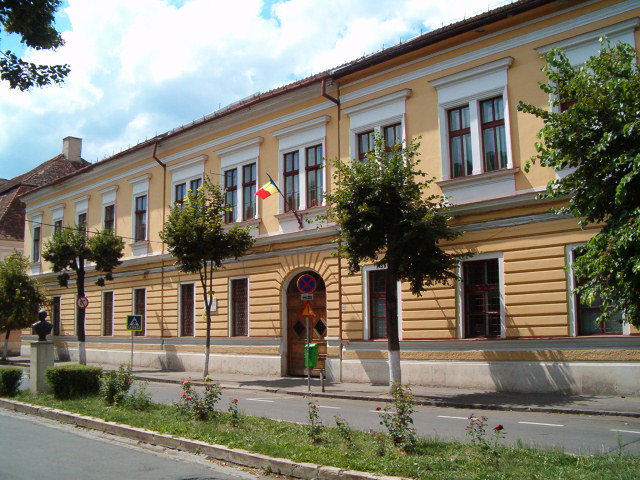
Az Emil Racoviță Főgimnázium épülete

A kolozsvári Emil Racoviță Főgimnázium a város egyik legrégebbi román nyelvű oktatási intézménye, a Farkas (Kogălniceanu) és Minorita (Hermann Oberth) utcák sarkán található. A líceum épülete a romániai műemlékek  jegyzékében a CJ-II-m-B-07376 sorszámon szerepel.
Névadója Emil Racoviță barlangkutató és biológus.

## Története
A jelenlegi iskola helyén levő telkek a 18.-19. századtól a református egyház tulajdonában álltak. 1857-től református elemi leányiskola működött, amely 1887-ben új épületet kapott. 1895-ben az épületet az Állami Polgári Leányiskola kapta meg, ahol 1903-tól felnőtt nők számára is tartottak különböző szakképző tanfolyamokat. 1901-1902-ben az iskola épületét Hosszú Pompejusz tervei alapján összeépítették a mellette álló házzal, 1912-ben tornateremmel bővült. 1919. júniusban az iskolát átvette az erdélyi román kormányzótanács, így október 11-étől román nyelvű polgári fiú és leányiskolaként működött tovább. 1920-ban bentlakással bővítették. Néhány év múlva ide került az egyetem pedagógiai szemináriumának gyakorló iskolája, amelyet egyben mintaiskolának is szántak. A második bécsi döntést követően, 1940 és 1945 között hasonló jellegű magyar állami intézmény székelt az épületben: a magyar és román tagozattal működő Magyar Királyi Középiskolai Tanárképző Intézet Gyakorló Gimnáziumának magyar tagozata (a román szekció a Malom utca 14. számú házában volt). Egy év múlva a két tagozat különvált, önállóan folytatta működését. A magyar gimnázium rangos tanári karral büszkélkedett: Kántor Lajos, Török Zoltán, Xántus János, Ulrich Ferenc, Mikecs László és Szopos Sándor. A világháború végeztével, 1945 őszén, az épületet újból átvette a visszatért román egyetem pedagógiai szemináriuma és a gyakorlóiskola.  Az 1948-as tanügyi reform során az iskola kiemelt jellege megszűnt.
A középiskola 1958-ban vette fel Emil Racoviță nevét. 1968-70-ben a földszintes régi tanári lakóépületet lebontották és új szárnyat húztak fel helyette. Az intézmény névadójának a szobrát az 1990-es évek végén helyezték el a bejárat előtt. 2003-2004-ben az épületet manzárdtetővel látták el.

## Híres tanárok és diákok
- Alexandru Borza botanikus, Constantin Daicoviciu történész, Hadrian Daicoviciu történész, Iuliu Hațieganu orvos, Ștefan Pascu történész, Florin Piersic színész, D. D. Roșca filozófus